# Nero's Day at Disneyland
Nero's Day at Disneyland foi um projeto musical de gênero "experimental breakcore" criado por Lauren Bousfield, em Oakland, Califórnia. Seu primeiro álbum, Attention Shoppers, foi lançado em 2005, seguido de From Rotting Fantasylands lançado em 2009. Uma das faixas do último álbum, intitulada "Child Protective Services Theme Song", é tocada no fim de muitos dos primeiros vídeos produzidos pelo YouTuber PewDiePie.[carece de fontes?]

## Discografia
Álbuns de estúdio
- Attention Shoppers (2005)
- Trickle Down Economixxx (2008)
- From Rotting Fantasylands (2009)

EPs
- Grievances and Dead Malls (2005)
- Colonists (2007)

Singles
- Mascara Running Everywhere (2010)
- Bent Chorals feat. Mincemeat or Tenspeed (2010)
- Heaven's Gate (2011)
- Sable Leathery Wings (2011)